# Jeff Farrell
Jeff Farrell (n. 28 februarie 1937, Detroit, Michigan, SUA) este un înotător american, medaliat olimpic. A participat la o ediție a Jocurilor Olimpice (1960) în care a câștigat 3 medalii de aur.